# زاوية بوكرين
زاوية بوكرين هي قرية بإقليم صفرو، فاس مكناس، المغرب تقع بين مدينتي رباط الخير و المنزل. حسب إحصاء 2004 مجموع عدد سكانها 3,570.

## هوامش
1. ↑  المندوبية السامية للتخطيط (المحرر)، الإحصاء العام للسكان والسكنى لسنة 2014، QID:Q19599909
2. ↑   http://rgph2014.hcp.ma/file/166326/. {{استشهاد ويب}}: |url= بحاجة لعنوان (مساعدة) والوسيط |title= غير موجود أو فارغ (من ويكي بيانات) (مساعدة)
3. ↑  المندوبية السامية للتخطيط (المحرر)، الإحصاء العام للسكان والسكنى لسنة 2024 (ط. 7th)، QID:Q109658514
4. ↑  "World Gazetteer". مؤرشف من الأصل في 2012-09-19.